# Culicoides tetrathyris
Culicoides tetrathyris är en tvåvingeart som beskrevs av Wirth och Blanton 1959. Culicoides tetrathyris ingår i släktet Culicoides och familjen svidknott. Inga underarter finns listade i Catalogue of Life.